# Until I Wake
Until I Wake ist eine 2019 gegründete US-amerikanische Post-Hardcore/Metalcore-Band aus Buffalo, New York. Die Band hat zwei Studioalben veröffentlicht und steht bei Fearless Records unter Vertrag.

## Geschichte
Die Band startete 2019 mit Sänger und Frontmann Cody Jamison, Gitarrist August Geitner, Bassist Ryan Ridley und Schlagzeuger Alex Curtin. 2021 unterschrieb die Band bei Fearless Records, wo sie ihre erste selbstbetitelte EP veröffentlichten und ihr erstes Musikvideo Nightmares drehten. Im folgenden Jahr 2022, vor der Veröffentlichung des ersten Albums, veröffentlichten sie eine Single mit dem Titel Forsaken, die auf dem kommenden Album erscheinen sollte. Einige Zeit später veröffentlichten sie ihr erstes Studioalbum mit dem Titel Inside My Head und veröffentlichten ein Musikvideo zum Album mit dem Titel Octane. Anschließend gingen sie mit den befreundeten US-Bands Attack Attack! und Conquer Divide auf Tour. Im Jahr 2023 verstärkte Until I Wake ihre Band um den Gitarristen Niko Karras. Im Juni traten sie im Canal Club in Richmond, Virginia, zusammen mit Versus Me, If Not For Me, Vilified und Solarset auf. Im Juli 2023 gingen sie mit Thousand Below als Special Guest in den USA auf Tour. Im September 2023 veröffentlichte Until I Wake das Musikvideo zu ihrem Song Fool’s Paradise und tourte mit Attila, Gideon und Ten56. Im November desselben Jahres veröffentlichte Until I Wake eine Deluxe-Version von Inside My Head. Im Jahr 2024 verließ Frontmann Jamison die Band, um ein anderes Projekt zu verfolgen, und wurde später durch die neue Sängerin Jaali Cypher ersetzt. Ende Dezember 2024 veröffentlichten Until I Wake mit ihrer neuen Sängerin ihr zweites Album Renovate. Am 31. Januar 2025 trennte sich die Band von Jaali Cypher und gab die Rückkehr von Cody Jamison bekannt. 2025 tourte die Band mit Catch Your Breath und Of Virtue in Europa. Zudem spielte sie auf Festivals wie Nova Rock, Full Force, Download-Festival, Copenhell oder Welcome to Rockville.

## Stil
Die Band spielt eine oft melodische, streckenweise melancholische Mischung aus Post-Hardcore und Metalcore. Die Texte thematisieren psychische Gesundheit und Sucht, in der Hoffnung, auf diese Probleme aufmerksam zu machen und Menschen zu ermutigen, sich zu äußern. Frontmann Cody Jamison sprach etwa über die Bedeutung der Auseinandersetzung mit psychischer Gesundheit in der heutigen Gesellschaft, da so viele Menschen damit zu kämpfen haben, auch weil er selbst mit solchen Themen vertraut ist.

## Diskografie
Studioalben
- Inside My Head (2022)
- Renovate (2024)

EPs
- Until I Wake (2021)